# Kosovo op de Olympische Zomerspelen 2020
Kosovo nam deel aan de Olympische Zomerspelen 2020 in Tokio, Japan.

## Medailleoverzicht
| Medaille | Naam             | Sport | Onderdeel | Datum   |
| -------- | ---------------- | ----- | --------- | ------- |
| Goud     | Distria Krasniqi | Judo  | -48kg (v) | 24 juli |
| Goud     | Nora Gjakova     | Judo  | -57kg (v) | 26 juli |

## Atleten
Hieronder volgt een overzicht van de atleten die zich reeds hebben verzekerd van deelname aan de Olympische Zomerspelen 2020.
| sport       | mannen | vrouwen | totaal |
| ----------- | ------ | ------- | ------ |
| Atletiek    | 1      | 0       | 1      |
| Boksen      | 0      | 1       | 1      |
| Judo        | 1      | 4       | 5      |
| Schietsport | 1      | 0       | 1      |
| Worstelen   | 1      | 0       | 1      |
| Zwemmen     | 1      | 1       | 2      |
| totaal      | 5      | 6       | 11     |

## Deelnemers en resultaten

### Atletiek
Mannen
Loopnummers
| atleet       | onderdeel | series  | series | kwartfinale | kwartfinale | halve finale   | halve finale   | finale         | finale         |
| atleet       | onderdeel | tijd    | rang   | tijd        | rang        | tijd           | rang           | tijd           | rang           |
| ------------ | --------- | ------- | ------ | ----------- | ----------- | -------------- | -------------- | -------------- | -------------- |
| Musa Hajdari | 800 m     | 1.48,96 | 8      | n.v.t.      | n.v.t.      | niet geplaatst | niet geplaatst | niet geplaatst | niet geplaatst |

### Boksen
Vrouwen
| atlete         | onderdeel    | eerste ronde         | tweede ronde         | kwartfinale          | halve finale         | finale               | rang           |                |
| atlete         | onderdeel    | tegenstander uitslag | tegenstander uitslag | tegenstander uitslag | tegenstander uitslag | tegenstander uitslag | rang           |                |
| -------------- | ------------ | -------------------- | -------------------- | -------------------- | -------------------- | -------------------- | -------------- | -------------- |
| Donjeta Sadiku | lichtgewicht | Dobois V 0 - 5       | niet geplaatst       | niet geplaatst       | niet geplaatst       | niet geplaatst       | niet geplaatst | niet geplaatst |

### Judo
Mannen
| atleet       | onderdeel | eerste ronde         | tweede ronde         | derde ronde          | kwartfinale          | halve finale         | herkansing           | finale / BM          | finale / BM    |
| atleet       | onderdeel | tegenstander uitslag | tegenstander uitslag | tegenstander uitslag | tegenstander uitslag | tegenstander uitslag | tegenstander uitslag | tegenstander uitslag | rang           |
| ------------ | --------- | -------------------- | -------------------- | -------------------- | -------------------- | -------------------- | -------------------- | -------------------- | -------------- |
| Akil Gjakova | −73 kg    | Ayash W 10-00        | Stump W 11-00        | Macias W 10–00       | Tsend-Ochir V 00-10  | niet geplaatst       | Orujov V 00-10       | niet geplaatst       | niet geplaatst |

Vrouwen
| atlete            | onderdeel | eerste ronde         | tweede ronde         | derde ronde          | kwartfinale          | halve finale         | herkansing           | finale / BM          | finale / BM    |
| atlete            | onderdeel | tegenstander uitslag | tegenstander uitslag | tegenstander uitslag | tegenstander uitslag | tegenstander uitslag | tegenstander uitslag | tegenstander uitslag | rang           |
| ----------------- | --------- | -------------------- | -------------------- | -------------------- | -------------------- | -------------------- | -------------------- | -------------------- | -------------- |
| Distria Krasniqi  | −48 kg    | n.v.t.               | bye                  | Chibana W 10-00      | Lin C-h W 10-00      | Mönkhbat W 10-00     | bye                  | Tonaki W 10-00       | Goud           |
| Majlinda Kelmendi | −52 kg    | n.v.t.               | Pupp V 00-10         | niet geplaatst       | niet geplaatst       | niet geplaatst       | niet geplaatst       | niet geplaatst       | niet geplaatst |
| Nora Gjakova      | −57 kg    | n.v.t.               | bye                  | Verhagen W 01-00     | Kajzer W 11-00       | Yoshida W 10-00      | bye                  | Cysique W 10-00      | Goud           |
| Loriana Kuka      | −78 kg    | n.v.t.               | bye                  | Babintseva V 00-10   | niet geplaatst       | niet geplaatst       | niet geplaatst       | niet geplaatst       | niet geplaatst |

### Schietsport
Mannen
| atlete          | onderdeel        | kwalificaties | kwalificaties | finale         | finale         |
| atlete          | onderdeel        | punten        | rang          | punten         | rang           |
| --------------- | ---------------- | ------------- | ------------- | -------------- | -------------- |
| Drilon Ibrahimi | 10 m luchtgeweer | 608,8         | 46            | niet geplaatst | niet geplaatst |

### Worstelen
Mannen
Vrije stijl
| atleet      | onderdeel | eerste ronde         | kwartfinale          | halve finale         | herkansing           | finale / BM          | finale / BM |
| atleet      | onderdeel | tegenstander uitslag | tegenstander uitslag | tegenstander uitslag | tegenstander uitslag | tegenstander uitslag | rang        |
| ----------- | --------- | -------------------- | -------------------- | -------------------- | -------------------- | -------------------- | ----------- |
| Egzon Shala | −125 kg   | Berrahal W 5 - 0     | Zare V 1 - 4         | niet geplaatst       | niet geplaatst       | niet geplaatst       | 7           |

### Zwemmen
Mannen
| atleet         | onderdeel        | series | series | halve finale   | halve finale   | finale         | finale         |
| atleet         | onderdeel        | tijd   | rang   | tijd           | rang           | tijd           | rang           |
| -------------- | ---------------- | ------ | ------ | -------------- | -------------- | -------------- | -------------- |
| Olt Kondirolli | 100 m vrije slag | 54,33  | 64     | niet geplaatst | niet geplaatst | niet geplaatst | niet geplaatst |

Vrouwen
| atlete     | onderdeel        | series  | series | halve finale | halve finale | finale         | finale         |
| atlete     | onderdeel        | tijd    | rang   | tijd         | rang         | tijd           | rang           |
| ---------- | ---------------- | ------- | ------ | ------------ | ------------ | -------------- | -------------- |
| Eda Zeqiri | 400 m vrije slag | 4.38,02 | 24     | n.v.t.       | n.v.t.       | niet geplaatst | niet geplaatst |